# جيت بويكي
جيت بوك (بالإنجليزية: Jet Boeke)‏ (28 أكتوبر 1948-) هي مؤلفة ورسامة أطفال هولندية من مدينة فاخينينجن. ساهمت في النسخة الهولندية من البرنامج التلفزيوني للأطفال "شارع سمسم"، واشتُهِرت عالميًا بسلسلة كتبها "Dikkie Dik".‏

## السيرة الشخصية
سافرت جيت في سِن الشباب إلى أمريكا الوسطى والجنوبيَّة وخلال ذلك الوقت كانت تقوم أحيانًا بعمل صور لأشخاص مقابل الطعام أو المأوى، وقابلت رسامًا أمريكيًا يعمل في برنامج "شارع سمسم" في حينها وشاهدت الأطفال لأول مرة على شاشة التلفزيون الأمريكي وأصبحت متحمسة جدًا لذلك البرنامج. بعد العودة إلى هولندا، كان "شارع سمسم" قد بدأ للتو وكانت شهرته محدودة، فاتصلت ببرنامج شارع سمسم وطلبوا منها ابتكار فكرة جديدة للعرض واقترحت أن يقوم البرنامج بقراءة الكتب المصورة على جمهور البرنامج فتمَّت الموافقة على فكرتها، وانتهى الأمر لتلعب قطتها البرتقالية Dikkie Dik دور البطولة في مجموعتها القصصية وسُمِّيت على اسمها.
تلعب قطتها دورًا كبيرًا في التأثير والإلهام لجيت بوك، وفي كل عام تقوم بعمل سلسلة جديدة من الكتب المصورة لشارع سمسم من خلال كتابة القصص ثم رسمها، حيث تتمنى أن تتحدث الرسومات عن نفسها دون ذِكرِ الكلمات، وبعد ظهور كتب "Dikkie Dik" لسنوات على شاشات التلفزيون، بدأ الطلب عليها في المكتبات ومتاجر بيع الكتب. والآن لدى جيت بوك مجموعةٌ واسعةٌ من القصص حول قطتها البرتقالية والتي تتمنى أن تكون مصدر إلهامٍ لها إلى الأبد.

## وصلات خارجية
- جيت بويكي على موقع ميوزك برينز (الإنجليزية)